# Boris Bakić
Boris Bakić (in montenegrino Борис Бакић; Titograd, 23 maggio 1986) è un ex cestista montenegrino.

## Carriera
Con il Montenegro ha disputato i Campionati europei del 2011.

## Palmarès
- YUBA liga: 2

Partizan Belgrado: 2004-05, 2005-06
- Campionato serbo: 1

Partizan Belgrado: 2006-07
- Campionato bosniaco: 1

Igokea: 2013-14
- Campionato montenegrino: 1

Mornar Bar: 2017-18
- Coppa di Macedonia: 1

MZT Skopje: 2013
- Lega Adriatica: 1

Partizan Belgrado: 2006-07